# 派拉蒙優勢影業
派拉蒙优势公司（Paramount Vantage）是派拉蒙電影公司的一個專職電影部門。它的前身是派拉蒙經典（Paramount Classics）。派拉蒙优势主要制作和營銷那些比母公司的作品要更具藝術感的藝術電影。

## 派拉蒙經典的發行電影
- 处女自杀（The Virgin Suicides）
- 我辦事你放心（You Can Count on Me）
- 消失的古城（Northfork）
- 湖群狗党（Mean Creek）
- 机械师（The Machinist）
- 快乐舞年级（Mad Hot Ballroom）
- 饶舌歌王皮条客（Hustle & Flow）
- 问尘情缘（Ask the Dust）
- 难以忽视的真相（An Inconvenient Truth）
- 北極的召喚（Arctic Tale）
- 追風箏的人（The Kite Runner）

## 派拉蒙优势發行電影
- 通天塔（Babel）
- 黑蛇呻吟（Black Snake Moan）
- 老无所依（No Country for Old Men）
- 狗年（Year of the Dog）
- 坚强的心（A Mighty Heart）
- 闪耀光芒（Shine a Light）
- 荒野生存（Into the Wild）
- 婚礼上的玛戈（Margot at the Wedding）
- 舞动青春（How She Move）
- 未血绸缪（There Will Be Blood）
- 如何让人敬而远之（How to Lose Friends & Alienate People）
- 見鬼（The Eye）
- 2009失去的记忆（Untitled 2009 New Edition biopic）
- 资本主义：一个爱情故事 (Capitalism:A Love Story)

## 外部連結
- 官方網站